# Nordkoreanisch-portugiesische Beziehungen
Die nordkoreanisch-portugiesischen Beziehungen beschreiben das zwischenstaatliche Verhältnis von Nordkorea und Portugal. Die Länder unterhalten seit 1975 direkte diplomatische Beziehungen.
Die Beziehungen sind sehr schwach ausgebildet. Es gibt keine gegenseitigen diplomatischen Vertretungen und keinen bilateralen Handel, zudem belastet das nordkoreanische Kernwaffenprogramm und dessen Raketentests auch die nordkoreanisch-portugiesischen Beziehungen.
Im Jahr 2015 waren weder Bürger Nordkoreas in Portugal noch portugiesische Staatsbürger in Nordkorea registriert.

## Geschichte
Vermutlich waren portugiesische Seefahrer die ersten Europäer, die bis zur Koreanischen Halbinsel reisten. Der portugiesische Händler João Mendes ging Anfang des 17. Jahrhunderts in Tongyeong an Land und gilt seither als erster Portugiese in Korea.
Laut dem Vertrag von Saragossa lag die koreanische Halbinsel zwar in der Portugal zugewiesenen Sphäre, jedoch konzentrierte sich das portugiesische Kolonialreich auf die Sicherung und Ausweitung des Indienhandels und der aufkommenden Beziehung zu Japan.
Nach der Gründung der Demokratischen Volksrepublik Korea 1948 und dem folgenden Koreakrieg (1950–1953) blieb das portugiesische, antikommunistisch ausgerichtete Estado-Novo-Regime auf Distanz zum neuen Staat.
Eine Änderung trat nach dem Ende der portugiesischen Diktatur mit der Nelkenrevolution 1974 ein, ohne dass es jedoch zu einer wesentlichen Annäherung kam.
Am 22. April 1975 nahmen beide Länder direkte diplomatische Beziehungen auf. Als erster portugiesischer Botschafter in Nordkorea akkreditierte sich am 21. Juni 1976 Mário Viçoso Neves, Portugals Vertreter in Moskau. Eine eigene Botschaft eröffnete Portugal nicht. Auch Nordkorea richtete keine eigene Vertretung in Portugal ein.
Der portugiesische Außenminister Augusto Santos Silva schloss sich im Januar 2016 den internationalen Protesten gegen die nordkoreanischen Atomtests an. Er zeigte sich sehr besorgt über die nordkoreanische Bedrohung des internationalen Friedens und er erwartete eine einstimmige Verurteilung durch die Vereinten Nationen. Dabei erwähnte Silva auch die fehlenden Interessen Portugals in Nordkorea, wo es keine portugiesischen Bürger und keinen bilateralen Handel gebe, im Gegensatz zu Südkorea, das zudem als direkter Nachbar Nordkoreas besonders bedroht sei.

## Diplomatie
Portugal unterhält keine eigene Botschaft in Nordkorea, das zum Amtsbezirk der portugiesischen Botschaft in Südkorea gehört.
Auch Nordkorea unterhält keine Vertretung in Portugal, sondern lässt sich hier über seinen Botschafter in der spanischen Hauptstadt Madrid vertreten.
Gegenseitige Konsulate bestehen ebenfalls nicht.

## Wirtschaft
Zwischen Nordkorea und Portugal findet aktuell kein zählbarer Handel statt. So weist die portugiesische Außenhandelskammer AICEP in ihren Statistiken Zahlen zu weltweit allen Ländern aus, mit denen Portugal Handel treibt, ohne zu Nordkorea Zahlen anzugeben. Für Nordkorea zuständig ist die AICEP-Niederlassung in Südkorea.

## Kultur
Es besteht wenig Austausch zwischen nordkoreanischen und portugiesischen Einrichtungen, auch nicht mit dem portugiesischen Kulturinstitut Instituto Camões.
Die portugiesische Gruppe Madredeus trat 1989 in der nordkoreanischen Hauptstadt Pjöngjang auf.

## Sport

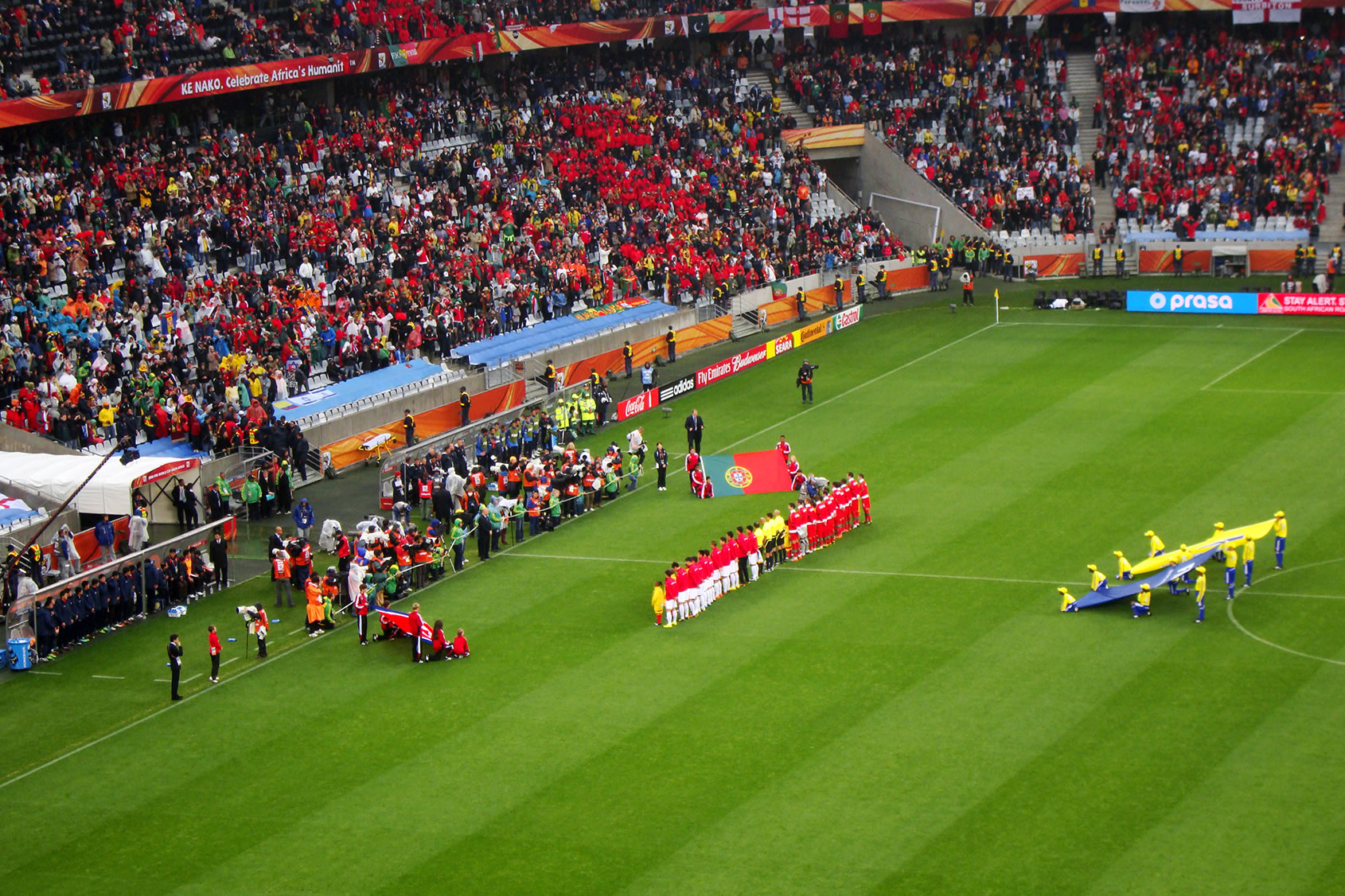
Vor dem Spiel Nordkorea-Portugal während der WM 2010 in Südafrika

Die nordkoreanische Fußballnationalmannschaft und die portugiesische Nationalelf sind bisher zweimal aufeinander getroffen (Stand Februar 2017), beide Male in Weltmeisterschafts-Endrunden, jeweils mit portugiesischen Siegen. Bekannt wurde das dramatische Viertelfinale bei der WM 1966 in England: Beide Mannschaften galten als Überraschungsteams und Sympathieträger, insbesondere Außenseiter Nordkorea, das nach 25 Minuten überraschend mit 3:0 führte, als Eusébio danach vier Treffer erzielte und ein weiteres Tor vorbereitete, so dass Portugal mit 5:3 ins Halbfinale einzog.
Athleten aus Nordkorea und aus Portugal treffen hauptsächlich bei internationalen Wettbewerben wie Weltmeisterschaften oder den Olympischen Spielen zusammen.